# Panfilow-Park
Der Panfilow-Park ist eine große Parkanlage im Stadtzentrum der kirgisischen Hauptstadt Bischkek.

## Name
Der Park ist nach dem sowjetischen Generalmajor Iwan Wassiljewitsch Panfilow benannt, der in der Sowjetunion als Nationalheld galt, da er sich im November 1941 angeblich mit 28 Infanteristen doppelt so vielen deutschen Panzern entgegenstellte und dabei starb. Diese Geschichte wird heute aber als unwahre Propaganda-Legende angesehen. Trotzdem sind viele Straßen und Plätze in den Staaten der ehemaligen Sowjetunion nach dem Militär benannt, beispielsweise der Park der 28 Panfilowzy im kasachischen Almaty.

## Lage
Der Platz liegt unmittelbar im Stadtzentrum Bischkeks. Im Süden geht der Park in das Gelände des Weißen Hauses über, das das Büro des kirgisischen Präsidenten beherbergt. Im Westen schließt sich unmittelbar das Dölön-Ömürsakow-Stadion an. Im Osten grenzt der Park an den Ala-Too-Platz.

## Gestaltung
Der Park mit seinen zahlreichen Bäumen ist ein beliebter Erholungsort für die Einwohner Bischkeks. Er bietet auch einen kleinen Vergnügungspark mit vielen Spielgeräten für Kinder. Im Oktober 2017 wurde zudem ein neues Riesenrad eröffnet, das mit einer Höhe von 50 Metern beinahe doppelt so hoch wie das vormalige sowjetische Riesenrad ist. In Erinnerung an den Namensgeber des Parks befindet sich in dem Park ein Denkmal für die sogenannten Verteidiger Moskaus um Panfilow. Außerdem erinnern Büsten an Soldaten aus Kirgisistan, die für ihre Taten im Zweiten Weltkrieg ausgezeichnet wurden.